# منسفیلد-ا-پونتفراکت، کبک
منسفیلد-ا-پونتفراکت (به فرانسوی: Mansfield-et-Pontefract) شهری در منطقه شهری پونتیاک ناحیه اوتاوه در استان کبک کانادا است. در سرشماری سال ۲۰۱۱ این شهر ۲٬۰۹۴ نفر جمعیت داشته‌است و مساحت آن ۴۲۰٫۷۹ کیلومتر مربع است.